# Quad City Mallards (1995–2007)
Quad City Mallards byl profesionální americký klub ledního hokeje, který sídlil v Moline ve státě Illinois. V letech 1995–2007 působil v profesionální soutěži United Hockey League. Mallards ve své poslední sezóně v UHL skončily ve čtvrtfinále play-off. Své domácí zápasy odehrával v hale TaxSlayer Center s kapacitou 9 200 diváků. Klubové barvy byly zelená a burgundská.

## Úspěchy
- Vítěz Colonial Cupu ( 3× )
  - 1996/97, 1997/98, 2000/01

## Přehled ligové účasti
Zdroj: 
- 1995–1997: Colonial Hockey League (Západní divize)
- 1997–2000: United Hockey League (Západní divize)
- 2000–2001: United Hockey League (Jihozápadní divize)
- 2001–2007: United Hockey League (Západní divize)